# Charles Herwyn
Charles Louis Herwyn (Bailleul, 18 augustus 1769 - Brugge, 29 november 1851) was een Belgisch volksvertegenwoordiger en ambtenaar.

## Levensloop
Herwyn was een zoon van Augustin Herwyn (1739-1785) en van Eugénie De Haene (1744-1780). Augustin was advocaat en had onder zijn broers en zussen:
- Philippe Herwyn (1750-1836)
- Pierre Herwyn (1753-1824).

Hun ouders waren de burgemeester van Hondschoote, Augustin Herwyn (1709-1777) en Marie-Cornélie Van Loo.
Charles Herwyn had verschillende zussen. Hij trouwde in Dikkebus in 1792 met Marie-Catherine Plantefeve († Brugge, 1829). Het echtpaar bleef kinderloos.
Hij ving een carrière aan in de Franse administratie, als verificateur van registratie en domeinen. Hij werd naar de veroverde Belgische gebieden gestuurd en klom er op in de hiërarchie, om in de Hollandse tijd directeur van registratie en domeinen te worden.
In 1830 verklaarde hij zich voorstander van de Belgische onafhankelijkheid. Hij werd op 13 november 1830 samen met Felix de Mûelenaere en Isidore Jullien door het Voorlopig Bewind tot intendant voor de provincie West-Vlaanderen aangesteld, totdat de Mûelenaere in december tot gouverneur werd benoemd. Het valt op dat zowel Jullien als Herwyn onder het Verenigd Koninkrijk der Nederlanden geen naturalisatie hadden aangevraagd en dus nog altijd de Franse nationaliteit hadden.
Herwyn verhuisde naar Brugge en was er al zo goed ingeburgerd dat hij in november 1830 in de kranten vernoemd werd als mogelijke kandidaat bij de gemeenteraadsverkiezingen. Zo ver kwam het echter niet. Ook bij de verkiezingen voor het Nationaal Congres op 3 november 1830 werd hij niet als kandidaat naar voor geschoven. Op 17 mei 1831 werd hij tot Belg genaturaliseerd, aldus terugkomend op wat hij nagelaten had te doen onder het Verenigd Koninkrijk der Nederlanden. Bij de Kamerverkiezing van 29 augustus 1831 stelde hij zich wél kandidaat en haalde het op zijn collega-intendant Isidore Jullien. Bij de Kamerverkiezing van 30 mei 1833 werd hij opnieuw verkozen. Hij nam echter daags na de uitslag onverwacht ontslag en er werd op 26 juni 1833 opnieuw gestemd. Het was zijn vroegere collega maar ook tegenstrever Isidore Jullien die hem opvolgde. Hij bleef voortaan uitsluitend directeur van registratie en domeinen. Tijdens minder dan twee jaar zitting in het parlement had hij er weinig of geen activiteit ontplooid.